# Folehave
55°52′N 12°32′Ø / 55.87°N 12.53°Ø
 For alternative betydninger, se Folehave (flertydig). (Se også artikler, som begynder med Folehave)
Folehave er en skov i Nordsjælland på ca. 265 ha, primært bøgeskov. Den kaldes også Folehaven, Folehave skov eller Folehaveskoven. Folehaven er strengt taget blot en del af et kompleks af mindre skove der ud over Folehave omfatter Rungsted Hegn, Sandbjerg Østerskov og Deputatvang også kaldet Deputat vænge. Det meste af skoven ligger i Hørsholm Kommune undtagen Sandbjerg Østerskov der ligger i Rudersdal Kommune. Skoven et let tilgængelig fra Rungsted Kyst Station, Rungstedvej og Folehavevej. Den vestligste del af skoven, Deputatvang, grænser op til Arboretet hvortil der er adgang fra skoven i åbningstiden. I skoven ligger graven for overforstmester Christoph Hartwig von Linstow.
Terrænet er stærkt kuperet. Dalstrøgene er ret fugtige i bunden, enten som våde enge eller egentlige mosedrag. Der er dog ingen egentlige søer inden for skoven, men hist og her nogle små vandhuller.

## Vegetation
Skovens dominerende træ er bøgen, og flere ældre bøge er op mod 40 m høje. Bøgene står nogle steder åbent som en søjlehal, men har andre steder en betydelig underskov af ahorn. Eg forekommer og er op til ca. 200 år gamle, heraf enkelte såkaldte flådeege. I de fugtige dalstrøg ses store ask og en del rød-el. Omkring von Linstows grav står nogle meget høje eksemplarer af Europæisk Lærk og enkelte Almindelig Ædelgran - disse er skovens højeste træer. I Deputatvang lavede man tidligere forsøg med dyrkning af forskellige træer og omkring skovfogedboligen ligger den tidligere Schäffers planteskole fra 1787, hvor man bl.a. finder enkelte gamle rød-ege. Skovbunden er muldrig og i foråret dækket af anemoner. I de fugtige områder har skoven en rig mosflora.